# Stemmi ed emblemi degli Stati europei
Questa è una lista degli stemmi e degli emblemi degli Stati europei. 

## Emblemi internazionali
| Stato          | Possessore | Emblema | Motto                 | Nome                        |
| -------------- | ---------- | ------- | --------------------- | --------------------------- |
| Unione europea | Nessuno    |         | Unita nella diversità | Emblema dell'Unione europea |

## Stati indipendenti
| Stato                | Possessore                                        | Stemma | Motto | Nome                              |
| -------------------- | ------------------------------------------------- | ------ | --- | --------------------------------- |
| Albania              | Giorgio Castriota Scanderbeg                      |        | Nessuno | Stemma dell'Albania               |
| Andorra              | Ignoto                                            |        | (LA) Virtus unita fortior (IT) L'unione fa la forza                                                                   | Stemma di Andorra                 |
| Armenia              | Ignoto                                            |        | Nessuno | Stemma dell'Armenia               |
| Austria              | Ignoto                                            |        | Nessuno | Stemma dell'Austria               |
| Azerbaigian          | Ignoto                                            |        | Nessuno | Stemma dell'Azerbaigian           |
| Belgio               | Ignoto, il Sovrano ha un proprio stemma personale |        | (FR) L'union fait la force (IT) L'unione fa la forza                                                                  | Stemma del Belgio                 |
| Bielorussia          | Consiglio dei Ministri                            |        | (BE) Рзспубліка Беларусь (IT) Repubblica di Bielorussia                                                               | Emblema della Bielorussia         |
| Bosnia ed Erzegovina | Ignoto                                            |        | Nessuno | Stemma della Bosnia ed Erzegovina |
| Bulgaria             | Ignoto                                            |        | (BG) Съединението прави силата (IT) L'unione fa la forza                                                              | Stemma della Bulgaria             |
| Cipro                | Ignoto                                            |        | Nessuno | Stemma di Cipro                   |
| Repubblica Ceca      | Ignoto                                            |        | (CS) Pravda viteži (IT) La verità prevale                                                                             | Stemma della Repubblica Ceca      |
| Croazia              | Ignoto                                            |        | Nessuno | Stemma della Croazia              |
| Danimarca            | Re Canuto VI (1194)                               |        | Nessuno. Ogni monarca sceglie un proprio motto che non dovrà essere in seguito riutilizzato dai successori.           | Stemma della Danimarca            |
| Estonia              | Ignoto                                            |        | Nessuno | Stemma dell'Estonia               |
| Finlandia            | Ignoto                                            |        | Nessuno | Stemma della Finlandia            |
| Francia              | Ignoto                                            |        | (FR) RF (République Française) (IT) Repubblica francese                                                               | Stemma della Francia              |
| Georgia              | Ignoto                                            |        | (KA) ძალა ერთობაშია (IT) L'unione fa la forza                                                                         | Stemma della Georgia              |
| Germania             | Ignoto                                            |        | Nessuno | Stemma della Germania             |
| Grecia               | Ignoto                                            |        | Nessuno | Stemma della Grecia               |
| Irlanda              | Presidente Michael Higgins                        |        | Nessuno | Stemma dell'Irlanda               |
| Islanda              | Ignoto                                            |        | Nessuno | Stemma dell'Islanda               |
| Italia               | Ignoto                                            |        | (IT) Repubblica Italiana                                                                                              | Emblema della Repubblica Italiana |
| Kazakistan           | Ignoto                                            |        | Nessuno | Emblema del Kazakistan            |
| Lettonia             | Presidente Andris Bērziņš                         |        | Nessuno | Stemma della Lettonia             |
| Liechtenstein        | Principe ereditario Alois del Liechtenstein       |        | Nessuno | Stemma del Liechtenstein          |
| Lituania             | Ignoto                                            |        | Nessuno | Stemma della Lituania             |
| Lussemburgo          | Ignoto, il Sovrano ha un proprio stemma personale |        | Nessuno | Stemma del Lussemburgo            |
| Macedonia del Nord   | Ignoto                                            |        | Nessuno | Emblema della Macedonia del Nord  |
| Malta                | Ignoto                                            |        | (MT) Repubblika ta' Malta (IT) Repubblica di Malta                                                                    | Stemma di Malta                   |
| Moldavia             | Ignoto                                            |        | Nessuno | Stemma della Moldavia             |
| Monaco               | Principe Alberto II di Monaco                     |        | (LA) Deo Juvante (IT) Con l'aiuto di Dio                                                                              | Stemma del Principato di Monaco   |
| Montenegro           | Ignoto                                            |        | Nessuno | Stemma del Montenegro             |
| Norvegia             | Ignoto, il Sovrano ha un proprio stemma personale |        | Nessuno | Stemma della Norvegia             |
| Paesi Bassi          | Re Guglielmo Alessandro dei Paesi Bassi           |        | (FR) Je Maintiendrai (IT) Io manterrò                                                                                 | Stemma dei Paesi Bassi            |
| Polonia              | Ignoto                                            |        | Nessuno | Stemma della Polonia              |
| Portogallo           | Ignoto                                            |        | Nessuno | Stemma del Portogallo             |
| Regno Unito          | Re Carlo III del Regno Unito                      |        | (FR) Dieu et mon droit (FRO) Honi soit qui mal y pense (IT) Dio e il mio diritto (IT) Vergogna a chi (ne) pensa male. | Stemma reale del Regno Unito      |
| Romania              | Ignoto                                            |        | Nessuno | Stemma della Romania              |
| Russia               | Presidente Vladimir Putin                         |        | Nessuno | Stemma della Russia               |
| San Marino           | Ignoto                                            |        | (LA) Libertas (IT) Libertà                                                                                            | Stemma di San Marino              |
| Serbia               | Ignoto                                            |        | Nessuno | Stemma della Serbia               |
| Slovacchia           | Ignoto                                            |        | Nessuno | Stemma della Slovacchia           |
| Slovenia             | Ignoto                                            |        | Nessuno | Stemma della Slovenia             |
| Spagna               | Ignoto, il Sovrano ha un proprio stemma personale |        | (LA) Plus Ultra (IT) Più avanti                                                                                       | Stemma della Spagna               |
| Svezia               | Re Carlo XVI Gustavo di Svezia                    |        | Nessuno. Ogni monarca sceglie un proprio motto che non dovrà essere in seguito riutilizzato dai successori.           | Stemma della Svezia               |
| Svizzera             | Ignoto                                            |        | Nessuno | Stemma della Svizzera             |
| Turchia              | Ignoto                                            |        | Nessuno | Emblema della Turchia             |
| Ucraina              | Ignoto                                            |        | Nessuno | Stemma dell'Ucraina               |
| Ungheria             | Ignoto                                            |        | Nessuno | Stemma dell'Ungheria              |
| Città del Vaticano   | Ignoto, il papa ha un proprio stemma personale    |        | Nessuno | Stemma del Vaticano               |

## Stati contesi e non riconosciuti
| Nazione                                               | Stemma | Motto   | Nome                        |
| ----------------------------------------------------- | ------ | ------- | --------------------------- |
| Abcasia (de facto indipendente dalla Georgia)         |        | Nessuno | Stemma dell'Abcasia         |
| Cipro del Nord (de facto indipendente da Cipro)       |        | Nessuno | Stemma di Cipro del Nord    |
| Kosovo (de facto indipendente dalla Serbia)           |        | Nessuno | Stemma del Kosovo           |
| Ossezia del Sud (de facto indipendente dalla Georgia) |        | Nessuno | Stemma dell'Ossezia del Sud |
| Transnistria (de facto indipendente dalla Moldavia)   |        | Nessuno | Emblema della Transnistria  |